# 勘料
勘料（かんりょう）は、中世の日本において、国衙領や荘園に対する検注の際に年貢を免除してもらうために国司や荘園領主に払った費用。後に制度化されて租税の一種となった。
本来は検注の際に書類や台帳の審査・作成を行うための一種の事務手数料であった。検注においては荒廃した田畑やその他の理由で年貢の賦課を免除する田畑（除田）の確定作業も含まれており、在地の名主や農民は自分の田畑を除田の対象に含めて貰おうとして勘料の名目で若干の銭や米を納めた。ところが、勘料の納付が恒例になるにつれて、国司・荘園領主側から段別に賦課されたり、特定の田畑を勘料の財源となる「勘料田」の指定するようになり、一種の租税と化した。鎌倉時代後期、東寺の所領であった若狭国太良荘では段別に米3合、同じく遠江国原田荘では段別に米1升、室町院領であった和泉国大鳥荘では段別に銭2貫200文が徴収されていたことが知られている。
徴収された勘料の余剰分は国司や荘園領主にそのまま納められたり、検注を行った検注使がそのまま得分にすることが認められたりした。